# Miss Universe 2020

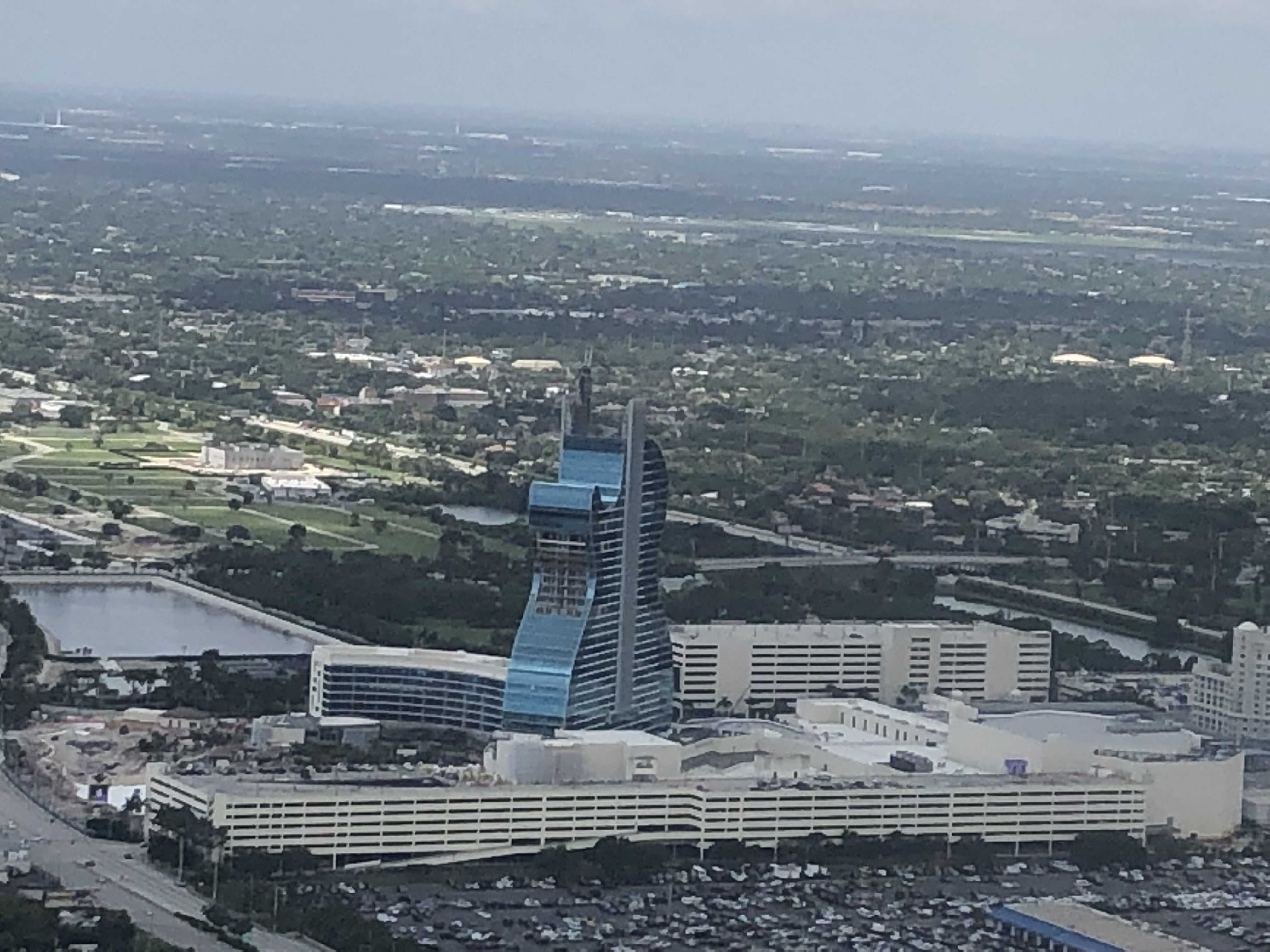
Seminole Hard Rock Hotel & Casino

Miss Universe 2020 is de 69e editie van de Miss Universe-competitie, die op 16 mei 2021 werd gehouden in het Seminole Hard Rock Hotel & Casino in Hollywood, Florida, Verenigde Staten. Zozibini Tunzi uit Zuid-Afrika heeft haar opvolger, Miss Mexico Andrea Meza, aan het einde van het evenement gekroond.
in Hollywood, Florida, de gastlocatie van de Miss Universe 2020-wedstrijd.

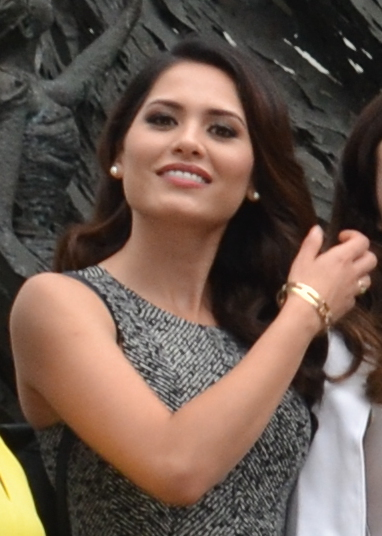
Miss Universe 2020 Andrea Meza

Op 3 maart 2021 kondigde de Miss Universe Organisatie aan dat de wedstrijd op 16 mei 2021 zou worden gehouden in het Seminole Hard Rock Hotel & Casino in Hollywood, Florida, Verenigde Staten. Vanwege de COVID-19-pandemie werd de wedstrijd uitgesteld van herfst / winter 2020 naar lente 2021. Dit is de derde keer in de geschiedenis van de wedstrijd waarin het evenement zal worden gehouden nadat het kalenderjaar is afgelopen; dit gebeurde eerder tijdens Miss Universe 2014 en Miss Universe 2016, toen beide in januari van het volgende jaar werden gehouden.. De 2020-editie werd nu in mei 2021 wordt gehouden.

## Uitslag
| Eindresultaat      | Deelneemster |
| ------------------ | --- |
| Miss Universe 2020 | Mexico Andrea Meza |
| 2de plaats         | Brazilië |
| 3de plaats         | Peru |
| 4de plaats         | India |
| 5de plaats         | Dominicaanse Republiek                                                                                                 |
| Top 10             | Australië Costa Rica Jamaica Puerto Rico Thailand                                                                      |
| Top 21             | Argentinië Myanmar Colombia Curaçao Finland Frankrijk Indonesië Nicaragua Verenigd Koninkrijk Verenigde Staten Vietnam |

## Deelnemers
| Land vertegen-woordigd | Deelnemer                   | Leef- tijd | Stad vertegen-woordigd | Opmerking |
| ---------------------- | --------------------------- | ---------- | ---------------------- | --- |
| Albanië                | Paula Mehmetukaj            | 22         | Tirana                 | Aangegeven door de nationale franchisenemer |
| Argentinië             | Alina Akselrad              | 22         | Córdoba                | Aangegeven door de nationale franchisenemer |
| Armenië                | Monika Grigoryan            | 21         | Jerevan                | Benoemd |
| Aruba                  | Helen Hernandez             | 20         | Oranjestad             | Het hield een wedstrijd, maar met aanpassingen |
| Australië              | Maria Thattil               | 28         | Melbourne              | Hield virtuele wedstrijd |
| Bahama's               | Shauntae Miller             | 27         | Long Island            | Aangegeven door de nationale franchisenemer |
| Bangladesh             | Tangia Zaman Methila        | 29         | Dhaka                  | Verkiezingen 30 maart 2021 |
| Barbados               | Hillary Ann Williams        | 25         | Christ Church          | Benoemd door de nationale franchisenemer, nadat de oorspronkelijke kandidaat in 2019 aftrad                                                                                         |
| België                 | Dhenia Covens               | 27         | Antwerpen              | De wedstrijd vond normaal plaats in januari 2020. In februari 2021 stopte de winnaar Céline Van Ouytsel vanwege de pandemie, nadat ze was genomineerd voor de tweede plaats in 2018 |
| Belize                 | Iris Salguero               | 24         | San Pedro              | Aangegeven door de nationale franchisenemer |
| Bolivia                | Lenka Nemer                 | 23         | La Paz                 | Hield een openbare wedstrijd |
| Brazilië               | Júlia Gama                  | 27         | Porto Alegre           | Dit werd aangegeven, vanwege het gebrek aan tijd om de lokale aanbesteding uit te voeren, na de uitwisseling van franchisenemers                                                    |
| Britse Maagdeneilanden | Shabree Frett               | 24         | Tortola                | Aangegeven door de nationale franchisenemer |
| Bulgarije **           | Radinela Chusheva           | 24         | Sofia                  | Verkozen |
| Cambodja               | Sarita Reth                 | 26         | Phnom Penh             | De nationale wedstrijd werd normaal gehouden |
| Canada                 | Nova Stevens                | 27         | Vancouver              | De nationale wedstrijd werd normaal gehouden |
| Chili                  | Daniela Nicolás             | 28         | Copiapó                | De nationale wedstrijd werd normaal gehouden |
| China                  | Jiaxin Sun                  | 21         | Beijing                | De nationale wedstrijd werd normaal gehouden |
| Colombia               | Laura Olascuaga             | 25         | Cartagena              | De nationale wedstrijd werd normaal gehouden |
| Costa Rica             | Ivonne Cerdas               | 28         | San José               | De nationale wedstrijd werd normaal gehouden |
| Curaçao                | Chantal Wiertz              | 22         | Willemstad             | Benoemd; was 2e in Miss Curaçao 2019 |
| Denemarken             | Amanda Petri                | 25         | Kopenhagen             | Benoemd. |
| Dominicaanse Republiek | Kímberly Jiménez            | 24         | La Romana              | Benoemd; was 2e in Miss Dominican Republic 2019 |
| Ecuador                | Leyla Espinoza              | 24         | Quevedo                | De nationale wedstrijd werd normaal gehouden |
| El Salvador            | Vanessa Velásquez           | 24         | San Salvador           | De nationale wedstrijd werd normaal gehouden |
| Filipijnen             | Rabiya Mateo                | 24         | Iloilo City            | De nationale wedstrijd werd normaal gehouden |
| Finland                | Viivi Altonen               | 24         | Tampere                | De nationale wedstrijd werd normaal gehouden |
| Frankrijk              | Amandine Petit              | 23         | Bourguébus             | Clémence Botino heeft geruild met Amandine Petit. |
| Ghana                  | Chelsea Tayui               | 25         | Keta                   | Aangegeven door de nationale franchisenemer |
| Haïti                  | Eden Berandoive             | 24         | Aquin                  | De nationale wedstrijd werd normaal gehouden |
| Honduras               | Cecilia Rossell             | 25         | Copan Ruinas           | Aangegeven door de nationale franchisenemer |
| Ierland                | Nadia Sayers                | 26         | Belfast                | Hield virtuele wedstrijd |
| IJsland                | Elísabet Hulda Snorradóttir | 22         | Reykjavík              | Nationale concurrentie werd normaal gesproken uitgevoerd met beschermende maatregelen                                                                                               |
| India                  | Adline Castelino            | 22         | Udupi                  | De wedstrijd vond plaats vóór de pandemie in 2019 |
| Indonesië              | Ayu Maulida                 | 23         | Surabaya               | De wedstrijd vond plaats vóór de pandemie, op 11 maart 2020 |
| Israël                 | Tehila Levi                 | 18         | Yavne                  | De nationale wedstrijd werd normaal gehouden |
| Italië                 | Viviana Vizzini             | 27         | Caltanissetta          | Hield een openbare wedstrijd |
| Jamaica                | Miqueal-Symone Williams     | 23         | Mona                   | Hield een openbare wedstrijd |
| Japan                  | Aisha Harumi Tochigi        | 25         | Chiba                  | De nationale wedstrijd werd normaal gehouden |
| Kaaimaneilanden        | Mariah Tibbetts             | 26         | Bodden Town            | Benoemd; was 2e op de Miss Cayman Islands 2019 |
| Kameroen               | Angèle Kossinda             | 28         | Douala                 | De nationale wedstrijd werd normaal gehouden |
| Kazachstan             | Kamilla Serikbay            | 18         | Kyzylorda              | Aangegeven door de nationale franchisenemer |
| Kosovo                 | Blerta Veseli               | 23         | Gjilan                 | De nationale wedstrijd werd normaal gehouden |
| Kroatië **             | Mirna Naiia Marić           | 22         | Zadar                  | De nationale wedstrijd werd normaal gehouden |
| Laos                   | Christina Lasasimma         | 28         | Vientiane              | De nationale wedstrijd werd gehouden op 15 maart 2021 |
| Maleisië               | Francisca Luhong James      | 25         | Kuching                | De nationale wedstrijd werd normaal gehouden |
| Malta                  | Anthea Zammit               | 28         | Żebbuġ                 | Nationale wedstrijd werd gehouden in augustus 2020 |
| Mauritius              | Vandana Jeetah              | 28         | Flacq                  | Benoemd; werd tweede in Miss Mauritius 2019 |
| Mexico                 | Andrea Meza                 | 26         | Chihuahua City         | De nationale wedstrijd werd normaal gehouden |
| Myanmar **             | Thuzar Wint Lwin            | 22         | Hakha                  | De nationale wedstrijd werd normaal gehouden |
| Nederland              | Denise Speelman             | 23         | Groningen              | De nationale wedstrijd werd normaal gehouden |
| Nepal                  | Anshika Sharma              | 23         | Jhapa                  | De nationale wedstrijd werd normaal gehouden |
| Nicaragua              | Ana Marcelo                 | 24         | Estelí                 | De nationale wedstrijd werd normaal gehouden |
| Noorwegen              | Sunniva Frigstad            | 20         | Vennesla               | De nationale wedstrijd werd normaal gehouden |
| Oekraïne               | Elizaveta Yastremskaya      | 27         | Kiev                   | Benoemd; was 2e in Miss Ukraine 2019 |
| Panama                 | Carmen Jaramillo            | 26         | La Chorrera            | Aangegeven door de nationale franchisenemer |
| Paraguay               | Vanessa Castro              | 27         | Asunción               | De nationale wedstrijd werd normaal gehouden |
| Peru                   | Janick Maceta               | 26         | Lima                   | Hield virtuele wedstrijd |
| Polen                  | Natalia Piguła              | 26         | Łódź                   | De nationale wedstrijd werd gehouden vóór de pandemie, op 18 december 2019. Magdalena Kasiborska is teruggetrokken                                                                  |
| Portugal               | Cristiana Silva             | 19         | Porto                  | Aangegeven door de nationale franchisenemer |
| Puerto Rico            | Estefanía Soto              | 28         | San Sebastián          | Benoemd; was 2e in Miss Puerto Rico 2019 |
| Roemenië               | Bianca Tirsin               | 22         | Arad                   | De nationale wedstrijd werd normaal gehouden |
| Rusland                | Alina Sanko                 | 22         | Azov                   | De nationale wedstrijd werd gehouden vóór de pandemie in 2019 |
| Singapore              | Bernadette Belle Ong        | 26         | Bukit Timah            | Aangegeven door de nationale franchisenemer |
| Slowakije              | Natália Hoštáková           | 25         | Bratislava             | Aangegeven door de nationale franchisenemer |
| Spanje                 | Andrea Martínez             | 27         | Leon                   | De nationale wedstrijd werd normaal gehouden |
| Thailand               | Amanda Obdam                | 27         | Phuket                 | De nationale wedstrijd werd normaal gehouden |
| Tsjechië               | Klára Vavrušková            | 21         | Kostelec nad Orlicí    | De nationale wedstrijd werd normaal gehouden |
| Uruguay                | Lola de los Santos          | 23         | Paysandú               | Aangegeven door de nationale franchisenemer |
| Venezuela              | Mariángel Villasmil         | 24         | Ciudad Ojeda           | Het hield een wedstrijd, maar met aanpassingen |
| Verenigd Koninkrijk    | Jeanette Akua               | 27         | Londen                 | De nationale wedstrijd werd gehouden op 8 maart 2021 |
| Verenigde Staten       | Asya Branch                 | 22         | Booneville             | De nationale wedstrijd werd normaal gehouden |
| Vietnam                | Nguyễn Trần Khánh Vân       | 26         | Ho Chi Minh City       | De nationale wedstrijd werd gehouden vóór de pandemie, op 8 december 2019 |
| Zuid-Afrika            | Natasha Joubert             | 23         | Centurion              | De nationale wedstrijd werd normaal gehouden |
| Zuid-Korea             | Park Ha-Ri                  | 24         | Incheon                | Hield een openbare wedstrijd |

** 14 april 2021. Bulgarije, Kroatië en Myanmar staan niet in de laatste lijst van Miss-Universe. Het is niet duidelijk of ze afgevallen zijn of later toegevoegd worden.

## Over de landen in Miss Universe 2020

### Landen die debuteren in competitie
- Kameroen

### Ontbrekende landen (ten opzichte van vorige editie)
- Duitsland
- Saint Lucia[152]
- Zweden

### Landen die terugkeren naar de competitie
Ze streden voor de laatste keer in 2018:
- Ghana
- Rusland

## Televisie
Mogelijk te zien op YouTubekanaal of NBC.